# Кетлін Герсі
Кетлін Герсі (англ. Kathleen Hersey, 21 лютого 1990) — американська плавчиня.
Учасниця Олімпійських Ігор 2008, 2012 років.
Призерка Пантихоокеанського чемпіонату з плавання 2010 року.
Переможниця Панамериканських ігор 2007 року.